# Щучьи горы
Щучьи горы — возвышенность в Тетюшском районе Татарстана, на правом берегу реки Волга, ограничены бассейном реки Кильна на севере и западе, Волгой на юге и востоке. Крайняя юго-восточная точка Щучьих гор, вдающаяся в Куйбышевское водохранилище, носит название мыс Зольный. Самый крайний овраг в северной части Щучьих гор — Долиновка, в глубине массива — овраг Лабай с одноимённым ручьём.
Щучьи горы практически полностью покрыты лесом и являются одним из наиболее труднодоступных мест республики. Основной породой является липа, встречается осина, берёза и сосна.